# Marek Rutka
Marek Andrzej Rutka (ur. 12 czerwca 1975 w Gdyni) – polski ekonomista, nauczyciel akademicki, dziennikarz i polityk, doktor nauk ekonomicznych, poseł na Sejm IX kadencji, od 2022 członek Rady Mediów Narodowych.

## Życiorys
Jego dziadkowie przed wojną prowadzili w Gdyni wypożyczalnię książek przy ul. Świętojańskiej; rodzice pracowali jako nauczyciele. Podczas studiów działał w młodzieżówce związanej z SLD, brał udział w kampanii prezydenckiej Aleksandra Kwaśniewskiego. W 1999 ukończył socjologię na Uniwersytecie Gdańskim. W 2013 na Wydziale Zarządzania tej uczelni zdobył stopień doktora nauk ekonomicznych na podstawie pracy zatytułowanej Model oceny procesów szkoleniowych w zarządzaniu zasobami ludzkimi.
Przez kilkanaście lat zajmował się dziennikarstwem, pracował w „Gazecie Wyborczej”, pisał też dla magazynów motoryzacyjnych „Auto Świat” oraz „Samochody Specjalne”. Kilka lat po studiach podjął także pracę jako nauczyciel akademicki. Był asystentem i adiunktem w Wyższej Szkole Administracji i Biznesu w Gdyni. Został następnie adiunktem na Wydziale Zarządzania Uniwersytetu Gdańskiego.
Był radnym dzielnicy Działki Leśne, później został wiceprzewodniczącym rady dzielnicy Redłowo. Od 2013 pełnił funkcję asystenta społecznego posła Roberta Biedronia. W 2019 dołączył do tworzonej przez niego partii Wiosna, został jej koordynatorem okręgowym. W maju bez powodzenia kandydował z ramienia gdańskiej listy tego ugrupowania w wyborach europejskich. W wyborach parlamentarnych w październiku 2019 uzyskał mandat posła na Sejm RP IX kadencji. Startował z drugiego miejsca listy Sojuszu Lewicy Demokratycznej (w ramach porozumienia Lewica) w okręgu gdyńskim, otrzymując 7929 głosów. W Sejmie został członkiem Komisji Zdrowia oraz Komisji Regulaminowej, Spraw Poselskich i Immunitetowych. Po rozwiązaniu Wiosny w czerwcu 2021 został członkiem Nowej Lewicy, w tym samym roku wybrany na współprzewodniczącego tej partii w województwie pomorskim. W lipcu 2022 został powołany przez prezydenta Andrzeja Dudę w skład Rady Mediów Narodowych jako kandydat zgłoszony przez klub poselski Lewicy. W wyborach w 2023 nie uzyskał poselskiej reelekcji. W 2024 z ramienia Lewicy startował w wyborach samorządowych na radnego sejmiku oraz w kolejnych wyborach europejskich. W marcu 2025 odszedł z Nowej Lewicy, następnie dołączył do Platformy Obywatelskiej.

## Odznaczenia
- Odznaka honorowa „Zasłużony dla transportu RP” (2024)[15]

## Życie prywatne
Żonaty, ma córkę Ingę (ur. 2020). Należał do osób, które reaktywowały sekcję pojazdów zabytkowych w Automobilklubie Morskim w Gdyni.